# Pine Lake (Wisconsin)
Pine Lake es un pueblo ubicado en el condado de Oneida en el estado estadounidense de Wisconsin. En el Censo de 2010 tenía una población de 2.740 habitantes y una densidad poblacional de 23,53 personas por km².

## Geografía
Pine Lake se encuentra ubicado en las coordenadas 45°41′12″N 89°24′1″O / 45.68667, -89.40028. Según la Oficina del Censo de los Estados Unidos, Pine Lake tiene una superficie total de 116.44 km², de la cual 103.87 km² corresponden a tierra firme y (10.8%) 12.57 km² es agua.

## Demografía
Según el censo de 2010, había 2.740 personas residiendo en Pine Lake. La densidad de población era de 23,53 hab./km². De los 2.740 habitantes, Pine Lake estaba compuesto por el 97.37% blancos, el 0.15% eran afroamericanos, el 0.69% eran amerindios, el 0.88% eran asiáticos, el 0.11% eran isleños del Pacífico, el 0.04% eran de otras razas y el 0.77% pertenecían a dos o más razas. Del total de la población el 0.4% eran hispanos o latinos de cualquier raza.